# Rue, Fribourg
Rue är en ort och kommun i distriktet Glâne i kantonen Fribourg, Schweiz. Kommunen har 1 592 invånare (2023). Den 1 januari 2001 inkorporerades kommunerna Promasens och Gillarens in i Rue.